# أبرشية تريلاوني

أبرشية تريلاوني (بالإنجليزية: Trelawny Parish)‏ أبرشية تقع في مقاطعة كورنوول شمال غرب جامايكا . عاصمتها فالموث . يبغ عدد سكان الأبرشية 74 ألف نسمة حسب إحصاء سنة 2001 بينما تبلغ مساحتها 874 كيلومتر مربع . تعتبر خامس أكبر أبرشية في جامايكا .

## أعلام
- بين جونسون
- فيرونيكا كامبل براون
- فويلت براون
- ارين وير
- هيو شيرر